# Street Fighter Alpha: Warriors' Dreams
Street Fighter Alpha: Warriors' Dreams (ストリートファイター ゼロ?, Street Fighter Zero) è il primo capitolo della serie Alpha dei videogiochi Street Fighter. È stato sviluppato e pubblicato anche per gli arcade CPS-2.
Questa versione nacque grazie al successo dell'OAV Street Fighter II: The Animated Movie uscito nel 1994, prodotto che ispirò il gioco.
Gli avvenimenti di Street Fighter Alpha: WD si collocano cronologicamente tra Street Fighter e Street Fighter II, sette anni prima di quest'ultimo: in questa saga i personaggi originali sono più giovani ed è anche un crossover con la serie Final Fight.

## Innovazioni
Il gameplay è stato nettamente modificato, con le seguenti aggiunte:
- utilizzo di due tipi di Super;
- possibilità di parare l'attacco avversario in aria;
- possibilità di effettuare delle combinazioni di attacchi durante lo stesso svolgersi delle animazioni, anche se ciò richiede comunque grande concentrazione e molto tempismo;
- scelta tra due differenti stili di combattimento, uno "automatico", in grado di far parare automaticamente le parate al nostro personaggio ed effettuare le Super solo premendo tre volte uno dei tasti, l'altro "manual", che lascia al giocatore il dovere di parare i colpi avversari e tutte le altre combinazioni;
- possibilità di tramutare un colpo parato in uno inferto;
- possibilità di rialzarsi immediatamente dopo essere caduti a terra o rotolare per fuggire all'avversario;
- presa in giro dell'avversario durante le battaglie premendo il tasto Select.

## Personaggi
Ryu
Terminato da poco l'allenamento con il suo amico americano Ken dal maestro Gouken, in Giappone. Il viaggio di Ryu per il mondo è appena iniziato, ed ancora non sa nulla di M.Bison e del suo regno di terrore.
 Ken
Ken Masters ritorna negli Stati Uniti d'America dopo essersi allenato duramente dal sensei Gouken assieme a Ryu; ha conosciuto da poco Eliza, la sua fidanzata, con cui si sposerà alla fine di SFII.
 Chun-Li
In SFA, Chun-li è appena diciottenne e non è una poliziotta, ma una circense ed acrobata. Un giorno il generale M. Bison uccide suo padre, un poliziotto, che era vicino allo smascheramento di alcune prove per incastrarlo. Chun-li giura vendetta, e si impegna a fondo per diventare una poliziotta dell'Interpool per far sì che M. Bison venga punito per i suoi crimini.
 Charlie (Nuovo lottatore)
Al posto di Guile, “all'epoca” sergente dell'esercito americano, si può utilizzare il tenente Charlie, superiore ed amico di Guile; si sacrificherà per salvare il suo amico ed eliminare M. Bison.
 Rose
Rose non è altro che l'incarnazione benigna di M. Bison in un corpo femminile, anche se lei non ne è assolutamente a conoscenza. La sua forza deriva principalmente dalla sua anima senza macchia. Di mestiere è una chiromante, infatti partecipa al primo torneo Street Fighter perché ha sentito che una minaccia era in agguato. Il suo design si ispira molto a Lisa Lisa di Le bizzarre avventure di JoJo, italiana pure lei.
 Birdie
Compare per la prima volta in SF I. Birdie è un teppista di strada molto rozzo e violento, veste punk ed è un appassionato di coltelli. Un giorno viene a sapere che la Shadaloo, l'associazione criminale di M. Bison, è alla ricerca di uomini forti e coraggiosi; Birdie si mette così alla ricerca di M. Bison per convincerlo ad assumerlo.
 Sagat
Un uomo alto più di 2.30 metri, campione mondiale indiscusso del torneo Street Fighter, almeno fino a quando il giovane ed inesperto Ryu non lo sconfigga in un lungo e faticoso combattimento nelle pianure thailandesi e lo sfregi di una profonda cicatrice con lo Shoryuken. Sagat non accetterà mai quella sconfitta e si allenerà sempre per avere la meglio sul suo avversario. È anche il maestro di Adon.
 Adon
Adon è il migliore allievo di Sagat. Eccelle nella sua arte di combattimento, ma a causa del suo carattere estroverso e schizofrenico non è stato scelto da Sagat come suo successore; dato che Adon non gradisce questa scelta, decide di mostrare al suo maestro quanto il suo allievo sia degno di essere il re del Muay Thay.
 Dan (Nuovo lottatore)
È un boss segreto, ma anche giocabile con l'immissione di determinati input. Il padre di Dan era un abilissimo maestro di judo ammirato da tutti. Un giorno però il padre affrontò Sagat in un duello mortale che vinse quest'ultimo: il padre di Dan morì. Dan non perdonò Sagat per questo gesto e decise di apprendere al meglio le conoscenze di judo e di personalizzarle con un suo stile, definito “lo stile più forte”.
 Guy (Final Fight)
È l'eroe di Metro City che assieme a Cody e Haggar ha liberato la città. È un esperto dell'arte ninjitsu Bushido.
 Sodom (Final Fight)
Era il boss del secondo livello. È un nippofilo ossessionato, e tenta di riformare la Mad Gear annoverando tra le proprie file diversi lottatori.
 M. Bison
M. Bison è il capo dell'organizzazione criminale Shadaloo. Spietato e senza rimorsi, Bison è alla ricerca di un nuovo corpo capace di contenere la sua Psycho Power, cresciuta a dismisura ed eccessiva per il suo corpo attuale. Per il suo scopo, ha arruolato da tutto il mondo scienziati non meno malvagi di lui. La sua ambizione è quella di dominare il mondo con tutti i mezzi possibili, arrivando addirittura a creare una ragazza in provetta, Cammy, che sarà la sua futura guardia del corpo, nonché spia, e futuro corpo per contenere l'energia. Nella serie SFA è in netto contrasto con Rose, la sua parte buona. È un personaggio bonus.
 Akuma
Fratello del maestro di Ryu e Ken, Gouken, Akuma si è allenato costantemente per tutta la sua vita per ottenere il potere del Dark Hado, una tecnica micidiale, ma distruttrice di anima e corpo. Akuma uccise il suo maestro con il Shun Goku Satsu (Raging Demon) e fuggì via: partecipa al torneo Street Fighter per testare le sue capacità ed ottenere il potere supremo. Si presume che sarà lui ad eliminare definitivamente M. Bison in Street Fighter II.